# Paraleucobryum enerve
Paraleucobryum enerve là một loài Rêu trong họ Dicranaceae. Loài này được (Thed.) Loeske mô tả khoa học đầu tiên năm 1908.

## Hình ảnh

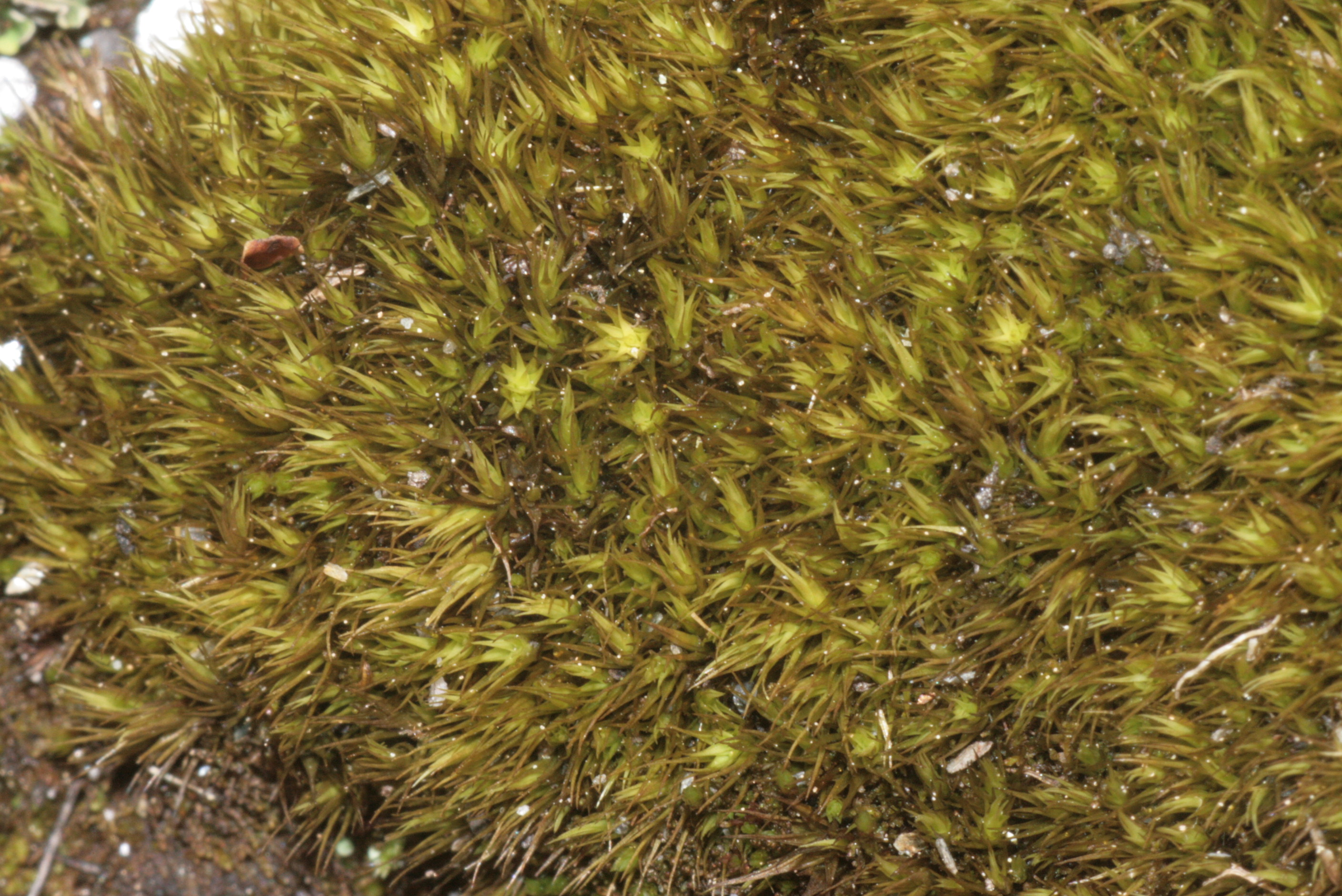
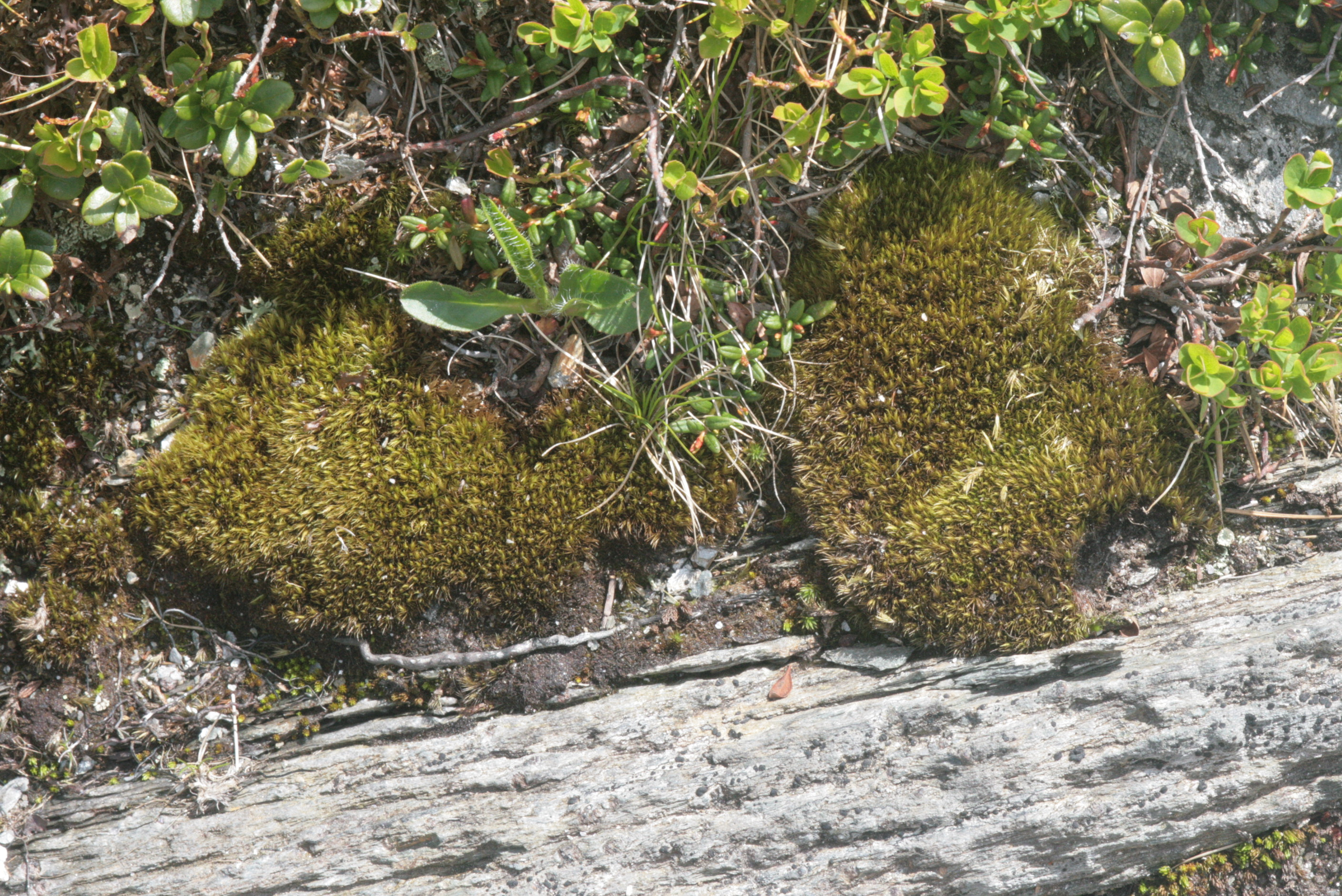
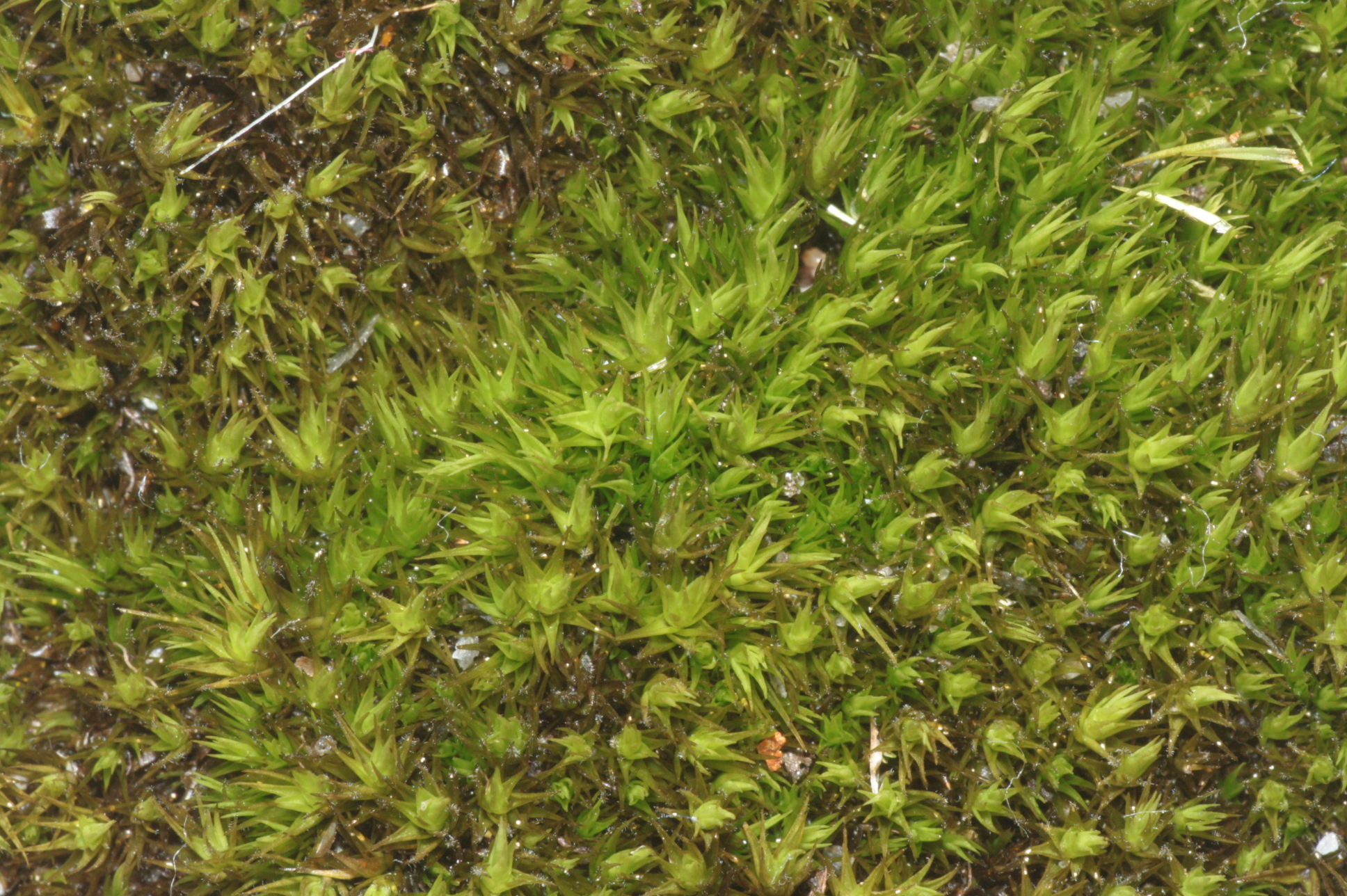
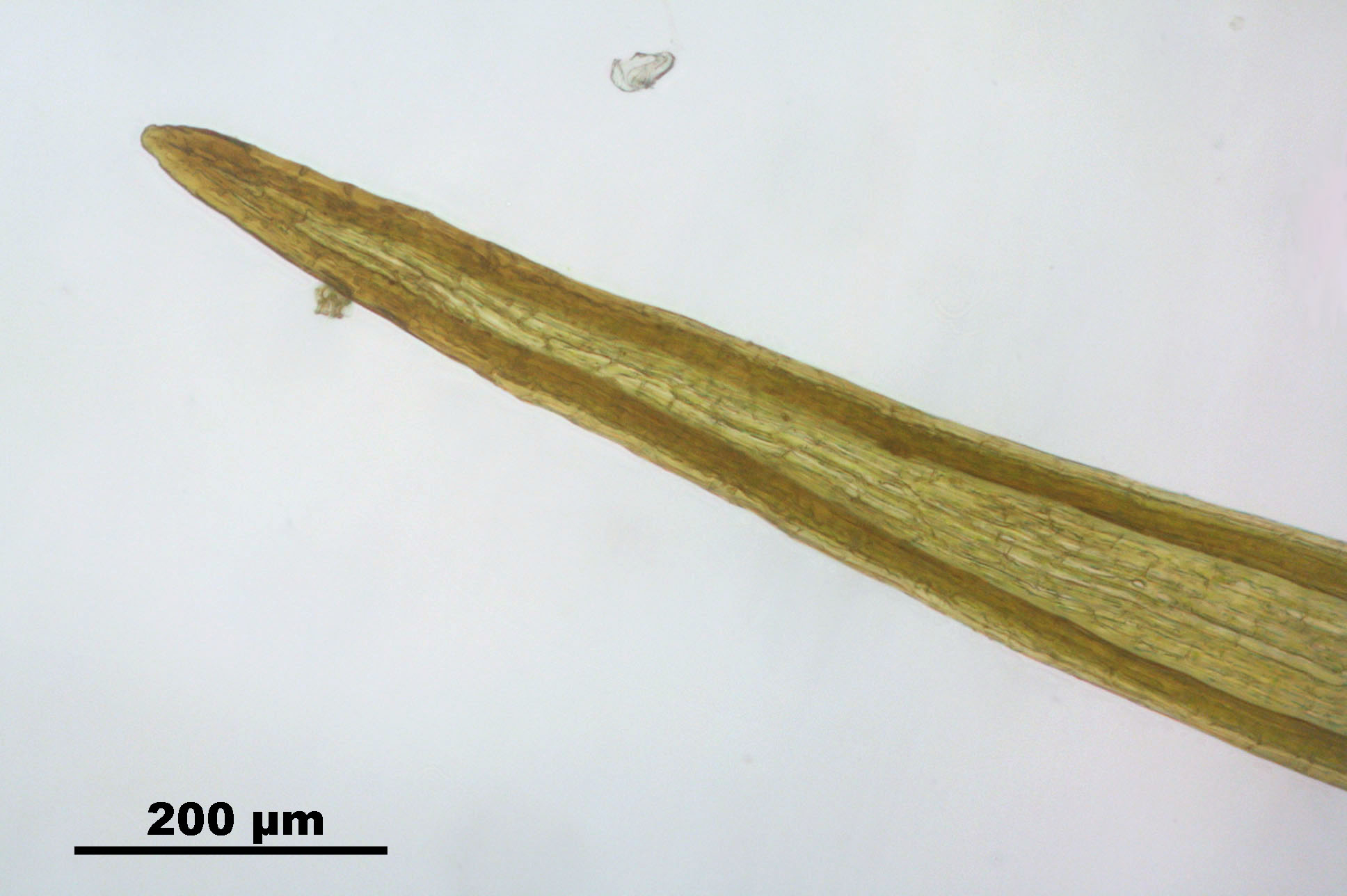